# Gontrán I
Gontrán I (Soissons c. 528/532 - 28 de enero de 592) fue un rey merovingio del reino de Borgoña desde 561 y del 
reino de París desde 567. También es un santo canonizado por la Iglesia católica, venerado el 28 de marzo, por su labor para expandir el cristianismo y la piadosa manera de tratar a los pobres de su reino.

## Biografía

### Orígenes
Su nombre, Gontrán o Gunthramnus, viene del galo y significa "cuervo de guerra". Nació entre 528 y 532 en Soissons, reino de Borgoña. Era hijo de Clotario I e Ingonda, siendo el tercero de sus hermanos, pero el segundo si se tiene en cuenta que uno de ellos murió prematuramente. 
A la muerte de su padre en el 561, se convirtió en rey de la cuarta parte del reino de los francos, y estableció a Orleans como su capital.

### Reinado
Luchó contra los bárbaros que amenazaban su reino e intentó reconciliar a sus dos hermanos Sigeberto I y Chilperico I. Tuvo algo de ese amor fraternal del que carecían ellos, y el destacado cronista de la época, Gregorio de Tours, a menudo lo llama el buen rey Gontrán, como se ve en la siguiente cita, donde Gregorio discute el destino de los tres matrimonios de Gontrán:

El buen rey Gontrán primero tomó como concubina a Veneranda, una esclava que pertenecía a uno de su pueblo, de quien tuvo un hijo llamado Gundobado. Más tarde se casó con Marcatruda, hija de Magnar, y envió a su hijo Gundobado a Orleans. Pero después de que ella tuviera un hijo, Marcatruda se puso celosa y procedió a tramar la muerte de Gundobado. Envió veneno, dicen, y envenenó su bebida. Y al morir, por el juicio de Dios ella perdió el hijo que tenía e incurrió en odio del rey, quien la repudió y murió al poco tiempo. Después de ella, él escogió a Austregilda, también llamada Bobilla. De ella tuvo dos hijos, de los cuales el mayor se llamaba Clotario y el menor Clodomero.

Como se muestra allí, Gontrán pasó por un período de intemperancia. Al final le sobrecogieron los pecados de su vida pasada y pasó el resto de sus años arrepintiéndose, tanto por él como por su nación. Para compensar, ayunó, rezó, lloró y se ofreció a Dios. Intentó gobernar siguiendo principios cristianos. Según Gregorio de Tours, fue protector de los oprimidos, cuidador de los enfermos y tierno pariente para todos sus súbditos. Fue generoso con su riqueza, especialmente en tiempos de peste y hambruna. 
Fue estricto y justo, aplicando la ley sin tener en cuenta a las personas implicadas. Pero estaba dispuesto a perdonar las ofensas que se le hacían a él personalmente, incluyendo dos intentos de asesinato. Gontrán, con magnificencia, construyó y dotó muchas iglesias y monasterios. Gregorio de Tours relata los muchos milagros que se atribuían al rey, tanto antes como después de su muerte, y de algunos sostiene que él fue testigo personal.
En 567, murió su hermano mayor Cariberto I y sus tierras (el reino de París) fueron repartidas entre los hermanos supervivientes: Gontrán, Sigeberto I y Chilperico I. Compartieron su reino, poniéndose de acuerdo al principio en guardar París en común. La viuda de Cariberto, Teudechilda, propuso un matrimonio con Gontrán, el hermano mayor de los que quedaban vivos, aunque un concilio reunido en París en 557 había considerado tal costumbre como incesto. Gontrán decidió albergarla con mayor seguridad, aunque con reluctancia, en un monasterio de Arlés.
A la muerte de Chilperico I, es llamado por la mujer de este, Fredegunda, para que la protegiese a ella y a su hijo Clotario II. Recupera el reino de París. En el año 587 adopta a Childeberto II, hijo de Sigeberto I y de Brunegilda.
Muere sin descendientes en 592 y su reino pasa a Childeberto II.

## Onomástico y culto público
Fue declarado santo casi inmediatamente después de su muerte, por su constante actitud de defensa de los oprimidos y su cuidado especial de los enfermos. Su memoria se celebra el 28 de marzo.
Según afirma Claude Boillon, a pesar de sus errores como gobernante, se le veneró inmediatamente después de su muerte. Se convirtió en un referente de liderazgo para los francos y en un ejemplo de piedad, pues se afirma que, estando en vida, trató de moldear su carácter fuerte.
También se le atribuye haber contribuido a la expansión del cristianismo en su reino y a la promoción de Sínodos y la edificación de varias iglesias a lo largo de su reinado.
Sus reliquias permanecieron en el Monasterio de San Marcelo, y uno de sus brazos se trasladó a la Catedral de San Juan de Maurienne, que había sido fundada por él. Sus restos fueron profanados por los hugonotes en el siglo XVI y luego por los revolucionarios en el siglo XVIII.
| Predecesor: Clotario I  | Rey de Borgoña 561 - 592                                                  | Sucesor: Childeberto II (Austrasia)     |
| Predecesor: Cariberto I | Rey de París 567 - 592 con Chilperico I (567-584) y Sigeberto I (567-575) | Sucesor: Childeberto II con Clotario II |